# Ларкана (округ)
Ларкана (урду ضلع لاڑکانہ‎, англ. Larkana District, синдхи لاڙڪاڻو ضلعو) — один из 23 округов пакистанской провинции Синд. Площадь — 7 423 км². Население по данным на 2010 год — 2 527 066 человек. Население по данным переписи 1998 года — 1 927 066 человек. Городское население — 28,7 %. Ислам исповедуют 98,45 % населения; индуизм — 1,42 %; христианство — 0,06 %. На синдхи говорят 95,08 % населения округа; на урду — 3,57 %; на белуджском — 0,5 %; на панджаби — 0,31 %.
Административный центр — город Ларкана.

## Административное деление
В административном отношении делится на 4 техсила:
- Докри
- Бакрани
- Ларкана
- Ратодеро